# Mr Gay Europe
Mr Gay Europe (tiếng Việt: Nam vương Đồng tính châu Âu) là cuộc thi dành cho người đồng tính nam châu Âu về các chủ đề LGBTQIA+ quan trọng. Hàng năm, người chiến thắng sẽ đăng quang Mr Gay Europe và đại sứ cho cộng đồng LGBTQIA+. Mr Gay Europe được thành lập bởi Mr Gay Europe Organization (MGEO). Vào năm 2025, MGEO thông báo chấm dứt hợp tác với YDS Events. Tuy nhiên, YDS Events vẫn tổ chức cuộc thi năm 2025 và đăng ký thương hiệu riêng.

## Mr Gay Europe (MGEO)

### Người giữ danh hiệu
| Lần thứ | Năm  | Mr Gay Europe                            | Á vương                                     | Á vương                                | Á vương                        | Á vương                     | Nơi tổ chức               | Số thí sinh |
| Lần thứ | Năm  | Mr Gay Europe                            | 1                                           | 2                                      | 3                              | 4                           | Nơi tổ chức               | Số thí sinh |
| ------- | ---- | ---------------------------------------- | ------------------------------------------- | -------------------------------------- | ------------------------------ | --------------------------- | ------------------------- | ----------- |
| 1       | 2005 | David Thorkildsen · Na Uy · (Truất ngôi) | Alexander van Kempen · Hà Lan · (Thay ngôi) | Không rõ                               | Không rõ                       | Không rõ                    | Oslo, Na Uy               | 13          |
| 2       | 2006 | Nándi Gyöngyösi · Hungary                | Không rõ                                    | Không rõ                               | Không rõ                       | Không rõ                    | Amsterdam, Hà Lan         | 17          |
| 3       | 2007 | Jackson Netto · Đức                      | Mark E. Carter · Anh Quốc                   | John Rice · Ireland                    | Không trao giải                | Không trao giải             | Budapest, Hungary         | 23          |
| 4       | 2008 | Antonio Pedro Almijez · Tây Ban Nha      | Steve Grech · Malta                         | Deyan Kolev · Bulgaria                 | Không trao giải                | Không trao giải             | Budapest, Hungary         | 23          |
| 5       | 2009 | Sergio Lara · Tây Ban Nha                | Magnus Jonsson · Iceland                    | Jason Masterson · Ireland              | Không trao giải                | Không trao giải             | Oslo, Na Uy               | 24          |
| 6       | 2011 | Giulio Spatola · Ý                       | Christo Willesen · Thụy Điển                | Barry Francis Gouldsbury · Ireland     | Không trao giải                | Không trao giải             | Poiana Brașov, România    | 10          |
| 7       | 2012 | Miguel Ortiz · Tây Ban Nha               | Steve Grech · Malta                         | Nicholas Menna · Ý                     | Không trao giải                | Không trao giải             | Roma, Ý                   | 21          |
| 8       | 2013 | Robbie O'Bara · Ireland                  | Leroy Williamson · Anh Quốc                 | Fritiof Teodor Ingelhammar · Thụy Điển | Không trao giải                | Không trao giải             | Prague, Séc               | 17          |
| 9       | 2014 | Jack Johansson · Thụy Điển               | Robert Prolic · Áo                          | Stuart Hatton Jr · Anh Quốc            | Christian-Sebastian · Đan Mạch | Nick Flanagan · Bắc Ireland | Bregenz, Áo               | 16          |
| 10      | 2016 | Raf Van Puymbroeck · Bỉ                  | Joni Valadares · Anh                        | Danni Sigen · Đan Mạch                 | Không trao giải                | Không trao giải             | Oppdal, Na Uy             | 10          |
| 11      | 2017 | Matt Rood · Anh                          | Stephen Lehane · Ireland                    | Steven Whyte · Scotland                | Không trao giải                | Không trao giải             | Stockholm, Thụy Điển      | 12          |
| 12      | 2018 | Enrique Doleschy · Đức                   | Niels Jansen · Đan Mạch                     | Phillip Dzwonkiewicz · Anh             | Không trao giải                | Không trao giải             | Poznań, Ba Lan            | 10          |
| 13      | 2019 | Alexander Petrov · Bulgaria              | Matthias De Roover · Bỉ                     | Marcel Danner · Đức                    | Không trao giải                | Không trao giải             | Köln, Đức                 | 7           |
| 14      | 2022 | Paul Dennison · Anh                      | Andrea Pelone · Ý                           | Không trao giải                        | Không trao giải                | Không trao giải             | Lâu đài Alnwick, Anh Quốc | 7           |
| 15      | 2023 | Tim Küsters · Hà Lan                     | Kevin Drábek · Séc                          | David Allwood · Đại Anh                | Không trao giải                | Không trao giải             | Lâu đài Alnwick, Anh Quốc | 9           |

#### Quốc gia/vùng lãnh thổ theo số lần chiến thắng
| Quốc gia/vùng lãnh thổ | Số lần | Năm              |
| ---------------------- | ------ | ---------------- |
| Tây Ban Nha            | 3      | 2008, 2009, 2012 |
| Hà Lan                 | 2      | 2005, 2023       |
| Đức                    | 2      | 2007, 2018       |
| Anh                    | 2      | 2017, 2022       |
| Na Uy                  | 1      | 2005             |
| Hungary                | 1      | 2006             |
| Ý                      | 1      | 2011             |
| Ireland                | 1      | 2013             |
| Thụy Điển              | 1      | 2014             |
| Bỉ                     | 1      | 2016             |
| Bulgaria               | 1      | 2019             |

### Các lần tổ chức Mr Gay Europe

#### 2005
Mr Gay Europe 2005 là cuộc thi Mr Gay Europe lần thứ 1 được tổ chức tại Oslo, Na Uy. Có 13 thí sinh dự thi, David Thorkildsen đến từ Na Uy đăng quang ngôi vị Mr Gay Europe.
Nam vương David Thorkildsen bị phế truất danh hiệu và Á vương 1 Alexander van Kempen đến từ Hà Lan tiếp quản danh hiệu.
Kết quả
| Hạng                   | Thí sinh                                    |
| ---------------------- | ------------------------------------------- |
| Mister Gay Europe 2005 | - Na Uy — David Thorkildsen (Truất ngôi)    |
| Á vương 1              | - Hà Lan — Alexander van Kempen (Thay ngôi) |

Các thí sinh
| Quốc gia/vùng lãnh thổ | Thí sinh              | Tuổi | Chiều cao               |
| ---------------------- | --------------------- | ---- | ----------------------- |
| Áo                     | Aaron Michael Jackson | 32   | 1,86 m (6 ft 1 in)      |
| Bulgaria               | Ivan Penev            | 23   | 1,79 m (5 ft 10+1⁄2 in) |
| Đan Mạch               | Hugues Maxime Germany | 37   | 1,85 m (6 ft 1 in)      |
| Đức                    | Suat Bahçeci          | 19   | 1,74 m (5 ft 8+1⁄2 in)  |
| Estonia                | Urmas Külama          | 25   | 1,84 m (6 ft 1⁄2 in)    |
| Hà Lan                 | Alexander van Kempen  | 20   | 1,81 m (5 ft 11+1⁄2 in) |
| Hungary                | Kyan Smith            | 21   | 1,87 m (6 ft 1+1⁄2 in)  |
| Lapland                | Erik Berg             | 21   | 1,73 m (5 ft 8 in)      |
| Latvia                 | Normunds Beinerts     | 22   | 1,84 m (6 ft 1⁄2 in)    |
| Na Uy                  | David Thorkildsen     | 20   | 1,81 m (5 ft 11+1⁄2 in) |
| Thụy Điển              | Jörgen Tenor          | 20   | 1,84 m (6 ft 1⁄2 in)    |
| Thụy Sĩ                | Sven Müller           | 26   | 1,78 m (5 ft 10 in)     |
| Ý                      | Alessandro Tamburrino | 22   | 1,87 m (6 ft 1+1⁄2 in)  |

#### 2006
Mr Gay Europe 2006 là cuộc thi Mr Gay Europe lần thứ 2 được tổ chức tại Amsterdam, Hà Lan. Một thí sinh Israel Nathan Shaked (37 tuổi) là quân nhân công khai đồng tính trong quân đội Israel, không thể dự thi vì tình hình chiến tranh hiện nay ở Liban, nên giảm từ 18 xuống còn 17 thí sinh dự thi. Nándi Gyöngyösi đến từ Hungary đăng quang ngôi vị Mr Gay Europe.
Các thí sinh
| Quốc gia/vùng lãnh thổ | Thí sinh              | Tuổi | Chiều cao               |
| ---------------------- | --------------------- | ---- | ----------------------- |
| Áo                     | Aaron Michael Jackson | 33   | 1,86 m (6 ft 1 in)      |
| Bỉ                     | Bart Hesters          | 20   | 1,82 m (5 ft 11+1⁄2 in) |
| Bulgaria               | Vassil Nikolov        | 20   | 1,85 m (6 ft 1 in)      |
| Đan Mạch               | Mikkel Svarre         | 29   | 1,77 m (5 ft 9+1⁄2 in)  |
| Gran Canaria           | Edgar González        | 26   | 1,78 m (5 ft 10 in)     |
| Hà Lan                 | Joep Mesman           | 24   | 1,81 m (5 ft 11+1⁄2 in) |
| Hungary                | Nándi Gyöngyösi       | 29   | 1,78 m (5 ft 10 in)     |
| Ireland                | Keith Kearney         | 25   | 1,75 m (5 ft 9 in)      |
| Lapland                | Tobias Johansson      | 26   | 1,79 m (5 ft 10+1⁄2 in) |
| Litva                  | Liūtas Balčiūnas      | 21   | 1,85 m (6 ft 1 in)      |
| Macedonia              | Ivica M.              | 21   | 1,85 m (6 ft 1 in)      |
| Na Uy                  | Olav Hanto            | 31   | 1,73 m (5 ft 8 in)      |
| Nga                    | Nikita Kutuzoff       | 24   | 1,80 m (5 ft 11 in)     |
| Pháp                   | Jules                 | 24   | 1,75 m (5 ft 9 in)      |
| Thụy Điển              | Henrik Lindholm       | 19   | 1,97 m (6 ft 5+1⁄2 in)  |
| Wales                  | Matthew Jones         | 34   | 1,87 m (6 ft 1+1⁄2 in)  |
| Ý                      | Salvatore Carfora     | 22   | 1,82 m (5 ft 11+1⁄2 in) |

#### 2007
Mr Gay Europe 2007 là cuộc thi Mr Gay Europe lần thứ 3 được tổ chức tại Budapest, Hungary. Có 23 thí sinh dự thi, Jackson Netto đến từ Đức đăng quang ngôi vị Mr Gay Europe.
Kết quả
| Hạng                   | Thí sinh                    |
| ---------------------- | --------------------------- |
| Mister Gay Europe 2007 | - Đức — Jackson Netto       |
| Á vương 1              | - Anh Quốc — Mark E. Carter |
| Á vương 2              | - Ireland — John Rice       |

Các thí sinh
| Quốc gia/vùng lãnh thổ | Thí sinh                  | Tuổi | Chiều cao               |
| ---------------------- | ------------------------- | ---- | ----------------------- |
| Anh Quốc               | Mark E. Carter            | 24   | 1,81 m (5 ft 11+1⁄2 in) |
| Azerbaijan             | Sadikh Ragimov            | 19   | 1,69 m (5 ft 6+1⁄2 in)  |
| Ba Lan                 | Przemysław Rogacki        | 22   | 1,82 m (5 ft 11+1⁄2 in) |
| Bắc Ireland            | Mikey Robinson            | 21   | 1,74 m (5 ft 8+1⁄2 in)  |
| Bỉ                     | Jens Taghon               | 19   | 1,78 m (5 ft 10 in)     |
| Bồ Đào Nha             | José Marques              | 23   | 1,70 m (5 ft 7 in)      |
| Bulgaria               | Ivo Krustev               | 29   | 1,81 m (5 ft 11+1⁄2 in) |
| Đan Mạch               | Mikkel Svarre             | 30   | 1,77 m (5 ft 9+1⁄2 in)  |
| Đức                    | Jackson Netto             | 25   | 1,77 m (5 ft 9+1⁄2 in)  |
| Gran Canaria           | Leonardo Luíz Murilo      | 19   | 1,80 m (5 ft 11 in)     |
| Hà Lan                 | Stefan Onland             | 19   | 1,85 m (6 ft 1 in)      |
| Hungary                | Deam Ladányi              | 24   | 1,73 m (5 ft 8 in)      |
| Ireland                | John Rice                 | 23   | 1,82 m (5 ft 11+1⁄2 in) |
| Israel                 | Shachar Eyal              | 25   | 1,73 m (5 ft 8 in)      |
| Lapland                | Thor-Kjetil Sundbakk      | 29   | 1,65 m (5 ft 5 in)      |
| Macedonia              | Kiko                      | 21   | 1,78 m (5 ft 10 in)     |
| Moldova                | Eugeniu                   | 24   | 1,80 m (5 ft 11 in)     |
| Na Uy                  | Marius Svela              | 20   | 1,86 m (6 ft 1 in)      |
| Pháp                   | Yori Bailleres            | 23   | 1,73 m (5 ft 8 in)      |
| România                | Emanuel                   | 25   | 1,75 m (5 ft 9 in)      |
| Slovenia               | Lev Dermota               | 24   | 1,90 m (6 ft 3 in)      |
| Tây Ban Nha            | José Luís Fuster Genovart | 24   | 1,80 m (5 ft 11 in)     |
| Ý                      | Diego Gerolimi            | 23   | 1,87 m (6 ft 1+1⁄2 in)  |

#### 2008
Mr Gay Europe 2008 là cuộc thi Mr Gay Europe lần thứ 4 được tổ chức tại Budapest, Hungary. Có 23 thí sinh dự thi, Antonio Pedro Almijez đến từ Tây Ban Nha đăng quang ngôi vị Mr Gay Europe.
Kết quả
| Hạng                   | Thí sinh                              |
| ---------------------- | ------------------------------------- |
| Mister Gay Europe 2008 | - Tây Ban Nha — Antonio Pedro Almijez |
| Á vương 1              | - Malta — Steve Grech                 |
| Á vương 2              | - Bulgaria — Deyan Kolev              |

Các thí sinh
| Quốc gia/vùng lãnh thổ | Thí sinh                        | Tuổi | Chiều cao               |
| ---------------------- | ------------------------------- | ---- | ----------------------- |
| Áo                     | Michael Fröhle                  | 24   | 1,77 m (5 ft 9+1⁄2 in)  |
| Bắc Ireland            | Graeme Williamson               | 25   | 1,91 m (6 ft 3 in)      |
| Bỉ                     | Lionel Grégoire                 | 23   | 1,80 m (5 ft 11 in)     |
| Bồ Đào Nha             | Paulo Almeida                   | 33   | 1,78 m (5 ft 10 in)     |
| Bulgaria               | Deyan Kolev                     | 28   | 1,76 m (5 ft 9+1⁄2 in)  |
| Gran Canaria           | Dempsey                         | 26   | 1,88 m (6 ft 2 in)      |
| Hà Lan                 | Stefan Onland                   | 20   | 1,86 m (6 ft 1 in)      |
| Hungary                | Péter Gyökeres                  | 21   | 1,70 m (5 ft 7 in)      |
| Iceland                | Hreinn Erlingsson               | 22   | 1,71 m (5 ft 7+1⁄2 in)  |
| Ireland                | Barry Meegan                    | 29   | 1,88 m (6 ft 2 in)      |
| Litva                  | Vipas Burnickis                 | 20   | 1,79 m (5 ft 10+1⁄2 in) |
| Malta                  | Steve Grech                     | 27   | 1,78 m (5 ft 10 in)     |
| Na Uy                  | Kai Thomas Ryen Larsen          | 21   | 1,79 m (5 ft 10+1⁄2 in) |
| Nga                    | Andrey Vernadsky                | 26   | 1,80 m (5 ft 11 in)     |
| România                | Alex Ocros                      | 22   | 1,77 m (5 ft 9+1⁄2 in)  |
| Serbia                 | Ivan Maljukanović               | 19   | 1,80 m (5 ft 11 in)     |
| Séc                    | Jakub Starý                     | 22   | 1,87 m (6 ft 1+1⁄2 in)  |
| Slovakia               | Robert Pusztai                  | 18   | 1,81 m (5 ft 11+1⁄2 in) |
| Slovenia               | Lev Dermota                     | 26   | 1,90 m (6 ft 3 in)      |
| Tây Ban Nha            | Antonio Pedro Almijez           | 22   | 1,77 m (5 ft 9+1⁄2 in)  |
| Thụy Điển              | Joachim Brattfjord Corneliusson | 21   | 1,85 m (6 ft 1 in)      |
| Wales                  | Matthew Jones                   | 36   | 1,83 m (6 ft 0 in)      |
| Ý                      | Fabrizio Caiazza                | 33   | 1,80 m (5 ft 11 in)     |

#### 2009
Mr Gay Europe 2009 là cuộc thi Mr Gay Europe lần thứ 5 được tổ chức tại Oslo, Na Uy. Có 24 thí sinh dự thi, Sergio Lara đến từ Tây Ban Nha đăng quang ngôi vị Mr Gay Europe.

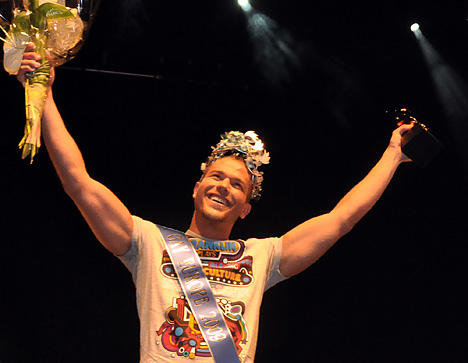
Sergio Lara giành được danh hiệu Mr Gay Europe 2009

Kết quả
| Hạng                   | Thí sinh                    |
| ---------------------- | --------------------------- |
| Mister Gay Europe 2009 | - Tây Ban Nha — Sergio Lara |
| Á vương 1              | - Iceland — Magnus Jonsson  |
| Á vương 2              | - Ireland — Jason Masterson |

Các thí sinh
| Quốc gia/vùng lãnh thổ | Thí sinh                                          | Tuổi                                              | Chiều cao                                         |
| ---------------------- | ------------------------------------------------- | ------------------------------------------------- | ------------------------------------------------- |
| Ba Lan                 | Kamil Szmerdt                                     | 21                                                | 1,75 m (5 ft 9 in)                                |
| Bắc Ireland            | James Smallman                                    | 23                                                | 1,76 m (5 ft 9+1⁄2 in)                            |
| Belarus                | Andrei Charkas                                    | 23                                                | 1,82 m (5 ft 11+1⁄2 in)                           |
| Bỉ                     | Cédric Fievey                                     | 26                                                | 1,73 m (5 ft 8 in)                                |
| Bồ Đào Nha             | André Caldeira Rodrigues                          | 32                                                | 1,80 m (5 ft 11 in)                               |
| Bulgaria               | Radoslav Iliev                                    | 22                                                | 1,78 m (5 ft 10 in)                               |
| Đan Mạch & Øresund     | Mitchel Nebelong-Ibsen                            | 20                                                | 1,80 m (5 ft 11 in)                               |
| Đức                    | Dominic Meury                                     | 23                                                | 1,80 m (5 ft 11 in)                               |
| Estonia                | Madis Räästas                                     | 28                                                | 1,80 m (5 ft 11 in)                               |
| Hà Lan                 | Jeffrey Zevenbergen                               | 27                                                | 1,90 m (6 ft 3 in)                                |
| Iceland                | Magnus Jonsson                                    | 24                                                | 1,84 m (6 ft 1⁄2 in)                              |
| Ireland                | Jason Masterson                                   | 23                                                | 1,65 m (5 ft 5 in)                                |
| Na Uy                  | Walter Heidkampf                                  | 49                                                | 1,84 m (6 ft 1⁄2 in)                              |
| Nga                    | David Baramia                                     | 24                                                | 1,80 m (5 ft 11 in)                               |
| Palestine              | Thông tin của thí sinh không công khai để bảo mật | Thông tin của thí sinh không công khai để bảo mật | Thông tin của thí sinh không công khai để bảo mật |
| România                | Andy Claudiu Postica                              | 22                                                | 1,80 m (5 ft 11 in)                               |
| Séc                    | Martin Miko                                       | 23                                                | 1,92 m (6 ft 3+1⁄2 in)                            |
| Slovakia               | Roman Vašek                                       | 21                                                | 1,78 m (5 ft 10 in)                               |
| Slovenia               | Robert Kulovec Mueller                            | 29                                                | 1,82 m (5 ft 11+1⁄2 in)                           |
| Tây Ban Nha            | Sergio Lara                                       | 26                                                | 1,80 m (5 ft 11 in)                               |
| Thổ Nhĩ Kỳ             | Halil Adem Said                                   | 25                                                | 1,78 m (5 ft 10 in)                               |
| Thụy Điển              | Mirza Muhic                                       | 28                                                | 1,82 m (5 ft 11+1⁄2 in)                           |
| Thụy Sĩ                | Ricco Müller                                      | 24                                                | 1,74 m (5 ft 8+1⁄2 in)                            |
| Ý                      | Antony Cortinovis                                 | 24                                                | 1,83 m (6 ft 0 in)                                |

#### 2011
Mr Gay Europe 2011 là cuộc thi Mr Gay Europe lần thứ 6 được tổ chức tại Poiana Brașov, România. Có 10 thí sinh dự thi, Giulio Spatola đến từ Ý đăng quang ngôi vị Mr Gay Europe.
Kết quả
| Hạng                   | Thí sinh                             |
| ---------------------- | ------------------------------------ |
| Mister Gay Europe 2011 | - Ý — Giulio Spatola                 |
| Á vương 1              | - Thụy Điển — Christo Willesen       |
| Á vương 2              | - Ireland — Barry Francis Gouldsbury |

Các thí sinh
| Quốc gia/vùng lãnh thổ | Thí sinh                 | Tuổi | Chiều cao               |
| ---------------------- | ------------------------ | ---- | ----------------------- |
| Bulgaria               | Stanislav Tanchev        | 36   |                         |
| Iceland                | Simon Cramer Larsen      | 26   | 1,83 m (6 ft 0 in)      |
| Ireland                | Barry Francis Gouldsbury | 27   | 1,85 m (6 ft 1 in)      |
| Na Uy                  | Snorre Andreassen        | 36   |                         |
| Nga                    | Ramin Ismailov           | 20   | 1,81 m (5 ft 11+1⁄2 in) |
| Pháp                   | Guillaume Barbier        | 27   | 1,90 m (6 ft 3 in)      |
| România                | Nicu Manea               | 32   | 1,72 m (5 ft 7+1⁄2 in)  |
| Thổ Nhĩ Kỳ             | Aleydin Aliyev           | 22   | 1,69 m (5 ft 6+1⁄2 in)  |
| Thụy Điển              | Christo Willesen         | 25   | 1,81 m (5 ft 11+1⁄2 in) |
| Ý                      | Giulio Spatola           | 26   | 1,75 m (5 ft 9 in)      |

#### 2012
Mr Gay Europe 2012 là cuộc thi Mr Gay Europe lần thứ 7 được tổ chức tại Roma, Ý. Có 21 thí sinh dự thi. Miguel Ortiz đến từ Tây Ban Nha đăng quang ngôi vị Mr Gay Europe.
Kết quả
| Hạng                   | Thí sinh                     |
| ---------------------- | ---------------------------- |
| Mister Gay Europe 2012 | - Tây Ban Nha — Miguel Ortiz |
| Á vương 1              | - Malta — Steve Grech        |
| Á vương 2              | - Ý — Nicholas Menna         |

Các thí sinh
| Quốc gia/vùng lãnh thổ | Thí sinh                    | Tuổi | Chiều cao               |
| ---------------------- | --------------------------- | ---- | ----------------------- |
| Áo                     | Joachim Trauner             | 29   | 1,81 m (5 ft 11+1⁄2 in) |
| Bắc Ireland            | Daniel Hegarty              | 21   | 1,91 m (6 ft 3 in)      |
| Belarus                | Aleksandr Korik             | 24   | 1,76 m (5 ft 9+1⁄2 in)  |
| Bulgaria               | Chavdar Arsov               | 25   | 1,76 m (5 ft 9+1⁄2 in)  |
| Đan Mạch               | Jobbe Joller                | 23   | 1,79 m (5 ft 10+1⁄2 in) |
| Đức                    | Chris Janik                 | 35   | 1,78 m (5 ft 10 in)     |
| Estonia                | Vadim Firsa                 | 22   | 1,70 m (5 ft 7 in)      |
| Hy Lạp                 | Argyrios Stelios Christakis | 29   | 1,75 m (5 ft 9 in)      |
| Ireland                | Steven Baitson              | 22   | 1,80 m (5 ft 11 in)     |
| Malta                  | Steve Grech                 | 31   | 1,78 m (5 ft 10 in)     |
| Na Uy                  | Sebastian Okshovd           | 22   | 1,65 m (5 ft 5 in)      |
| Pháp                   | Remy Frejaville             | 31   | 1,78 m (5 ft 10 in)     |
| Phần Lan               | Janne Tiilikainen           | 26   | 1,75 m (5 ft 9 in)      |
| Séc                    | Tomáš Frýda                 | 24   | 1,78 m (5 ft 10 in)     |
| Síp                    | Kiri Spanos                 | 24   | 1,84 m (6 ft 1⁄2 in)    |
| Slovakia               | Martin Lhota                | 21   | 1,68 m (5 ft 6 in)      |
| Tây Ban Nha            | Miguel Ortiz                | 19   | 1,83 m (6 ft 0 in)      |
| Thổ Nhĩ Kỳ             | Denis Hamdi                 | 25   | 1,76 m (5 ft 9+1⁄2 in)  |
| Thụy Điển              | Erik da Silva               | 26   | 1,80 m (5 ft 11 in)     |
| Thụy Sĩ                | Stephan Bitterlin           | 43   | 1,76 m (5 ft 9+1⁄2 in)  |
| Ý                      | Nicholas Menna              | 27   | 1,84 m (6 ft 1⁄2 in)    |

#### 2013
Mr Gay Europe 2013 là cuộc thi Mr Gay Europe lần thứ 8 được tổ chức tại Prague, Séc. Có 17 thí sinh dự thi, Robbie O'Bara đến từ Ireland đăng quang ngôi vị Mr Gay Europe.
Kết quả
| Hạng                   | Thí sinh                                 |
| ---------------------- | ---------------------------------------- |
| Mister Gay Europe 2013 | - Ireland — Robbie O'Bara                |
| Á vương 1              | - Anh Quốc — Leroy Williamson            |
| Á vương 2              | - Thụy Điển — Fritiof Teodor Ingelhammar |

Các thí sinh
| Quốc gia/vùng lãnh thổ | Thí sinh                   | Tuổi | Chiều cao               |
| ---------------------- | -------------------------- | ---- | ----------------------- |
| Anh Quốc               | Leroy Williamson           | 28   | 1,87 m (6 ft 1+1⁄2 in)  |
| Áo                     | Patrick Santos             | 24   | 1,84 m (6 ft 1⁄2 in)    |
| Bắc Ireland            | Conor O'Kane               | 20   | 1,73 m (5 ft 8 in)      |
| Bỉ                     | Tom Goris                  | 34   | 1,83 m (6 ft 0 in)      |
| Bulgaria               | Yanislav Pavlov            | 32   | 1,79 m (5 ft 10+1⁄2 in) |
| Đan Mạch               | Michael Sinan              | 35   | 1,81 m (5 ft 11+1⁄2 in) |
| Đức                    | Marcel Ohrner              | 30   | 1,78 m (5 ft 10 in)     |
| Hà Lan                 | Bobby de Vries             | 18   | 1,84 m (6 ft 1⁄2 in)    |
| Ireland                | Robbie O'Bara              | 26   | 1,89 m (6 ft 2+1⁄2 in)  |
| Pháp                   | Armando Santos             | 26   | 1,76 m (5 ft 9+1⁄2 in)  |
| Phần Lan               | Aleks Vehkala              | 19   | 1,82 m (5 ft 11+1⁄2 in) |
| Séc                    | Marek Zly                  | 34   | 1,80 m (5 ft 11 in)     |
| Slovakia               | Jozef Hulina               | 26   | 1,84 m (6 ft 1⁄2 in)    |
| Tây Ban Nha            | Edgar Moreno               | 34   | 1,81 m (5 ft 11+1⁄2 in) |
| Thụy Điển              | Fritiof Teodor Ingelhammar | 20   | 1,87 m (6 ft 1+1⁄2 in)  |
| Thụy Sĩ                | Luis Bonfiglio             | 25   | 1,75 m (5 ft 9 in)      |
| Ý                      | Alessio Cuvello            | 25   | 1,75 m (5 ft 9 in)      |

#### 2014
Mr Gay Europe 2014 là cuộc thi Mr Gay Europe lần thứ 9 được tổ chức tại Bregenz, Áo. Có 16 thí sinh dự thi, Jack Johansson đến từ Thụy Điển đăng quang ngôi vị Mr Gay Europe.
Kết quả
| Hạng                   | Thí sinh                         |
| ---------------------- | -------------------------------- |
| Mister Gay Europe 2014 | - Thụy Điển — Jack Johansson     |
| Á vương 1              | - Áo — Robert Prolic             |
| Á vương 2              | - Anh Quốc — Stuart Hatton Jr    |
| Á vương 3              | - Đan Mạch — Christian-Sebastian |
| Á vương 4              | - Bắc Ireland — Nick Flanagan    |

Các thí sinh
| Quốc gia/vùng lãnh thổ | Thí sinh            | Tuổi | Chiều cao               | T.k.   |
| ---------------------- | ------------------- | ---- | ----------------------- | ------ |
| Anh Quốc               | Stuart Hatton Jr    | 29   | 1,70 m (5 ft 7 in)      | [ 17 ] |
| Áo                     | Robert Prolic       | 23   | 1,86 m (6 ft 1 in)      | [ 18 ] |
| Ba Lan                 | Conrad Filas        | 26   | 1,83 m (6 ft 0 in)      | [ 19 ] |
| Bắc Ireland            | Nick Flanagan       | 22   | 1,80 m (5 ft 11 in)     | [ 20 ] |
| Bỉ                     | David Joëts         | 34   | 1,87 m (6 ft 1+1⁄2 in)  | [ 21 ] |
| Bulgaria               | Georgi Todorov      | 31   | 1,76 m (5 ft 9+1⁄2 in)  | [ 22 ] |
| Đan Mạch               | Christian-Sebastian | 24   | 1,75 m (5 ft 9 in)      | [ 23 ] |
| Đức                    | Fabrice Gayakpa     | 22   | 1,84 m (6 ft 1⁄2 in)    | [ 24 ] |
| Ireland                | Robbie Lawlor       | 23   | 1,81 m (5 ft 11+1⁄2 in) | [ 25 ] |
| Litva                  | Minde               | 28   | 1,75 m (5 ft 9 in)      | [ 26 ] |
| Pháp                   | Olivier Croft       | 31   | 1,84 m (6 ft 1⁄2 in)    | [ 27 ] |
| Séc                    | Michal              | 29   |                         | [ 28 ] |
| Síp                    | Kiriakos Spanos     | 25   | 1,83 m (6 ft 0 in)      | [ 29 ] |
| Thụy Điển              | Jack Johansson      | 20   | 1,79 m (5 ft 10+1⁄2 in) | [ 30 ] |
| Thụy Sĩ                | Max Escobar         | 28   | 1,75 m (5 ft 9 in)      | [ 31 ] |
| Ukraina                | Kazza Aivazovskii   | 29   |                         | [ 32 ] |

#### 2016
Mr Gay Europe 2016 là cuộc thi Mr Gay Europe lần thứ 10 được tổ chức tại Oppdal, Na Uy. Có 10 thí sinh dự thi, Raf Van Puymbroeck đến từ Bỉ đăng quang ngôi vị Mr Gay Europe.
Kết quả
| Hạng                   | Thí sinh                  |
| ---------------------- | ------------------------- |
| Mister Gay Europe 2016 | - Bỉ — Raf Van Puymbroeck |
| Á vương 1              | - Anh — Joni Valadares    |
| Á vương 2              | - Đan Mạch — Danni Sigen  |

Các thí sinh
| Quốc gia/vùng lãnh thổ | Thí sinh                  | Tuổi | Chiều cao |
| ---------------------- | ------------------------- | ---- | --------- |
| Anh                    | Joni Valadares            | 28   |           |
| Ba Lan                 | Andrzej Berg              | 27   |           |
| Bỉ                     | Raf Van Puymbroeck        | 21   |           |
| Bulgaria               | Dimitar Dimitrov          | 33   |           |
| Đan Mạch               | Danni Sigen               | 29   |           |
| Ireland                | Konrad Im                 | 27   |           |
| Séc                    | Ladislav Agh              | 28   |           |
| Slovakia               | Marek Gajdos              | 25   |           |
| Tây Ban Nha            | Sergio Díaz Rullo Brasero | 26   |           |
| Wales                  | Paul Davies               | 32   |           |

#### 2017
Mr Gay Europe 2017 là cuộc thi Mr Gay Europe lần thứ 11 được tổ chức tại Stockholm, Thụy Điển. Có 12 thí sinh dự thi, Matt Rood đến từ Anh đăng quang ngôi vị Mr Gay Europe.
Kết quả
| Hạng                   | Thí sinh                   |
| ---------------------- | -------------------------- |
| Mister Gay Europe 2017 | - Anh — Matt Rood          |
| Á vương 1              | - Ireland — Stephen Lehane |
| Á vương 2              | - Scotland — Steven Whyte  |

Các thí sinh
| Quốc gia/vùng lãnh thổ | Thí sinh           | Tuổi | Chiều cao               | T.k.   |
| ---------------------- | ------------------ | ---- | ----------------------- | ------ |
| Anh                    | Matt Rood          | 37   | 1,72 m (5 ft 7+1⁄2 in)  | [ 36 ] |
| Ba Lan                 | Kacper Sobieralski | 26   | 1,78 m (5 ft 10 in)     | [ 37 ] |
| Bỉ                     | Jaimie Deblieck    | 18   | 1,86 m (6 ft 1 in)      | [ 38 ] |
| Bồ Đào Nha             | João de Oliveira   | 27   | 1,70 m (5 ft 7 in)      | [ 39 ] |
| Bulgaria               | Yuksel Yuseinov    | 28   | 1,73 m (5 ft 8 in)      | [ 40 ] |
| Đức                    | Niko Wirachman     | 27   | 1,78 m (5 ft 10 in)     | [ 41 ] |
| Ireland                | Stephen Lehane     | 24   | 1,78 m (5 ft 10 in)     | [ 42 ] |
| Phần Lan               | Rami Kiiskinen     | 20   | 1,78 m (5 ft 10 in)     | [ 43 ] |
| Scotland               | Steven Whyte       | 39   | 1,74 m (5 ft 8+1⁄2 in)  | [ 44 ] |
| Séc                    | Daniel Fröhlich    | 23   | 1,83 m (6 ft 0 in)      | [ 45 ] |
| Slovakia               | Jaromir Šufr       | 41   | 1,80 m (5 ft 11 in)     | [ 46 ] |
| Wales                  | Ben Brown          | 28   | 1,82 m (5 ft 11+1⁄2 in) | [ 47 ] |

#### 2018
Mr Gay Europe 2018 là cuộc thi Mr Gay Europe lần thứ 12 được tổ chức tại Poznań, Ba Lan. Có 10 thí sinh dự thi, Enrique Doleschy đến từ Đức đăng quang ngôi vị Mr Gay Europe.
Kết quả
| Hạng                   | Thí sinh                     |
| ---------------------- | ---------------------------- |
| Mister Gay Europe 2018 | - Đức — Enrique Doleschy     |
| Á vương 1              | - Đan Mạch — Niels Jansen    |
| Á vương 2              | - Anh — Phillip Dzwonkiewicz |

Các thí sinh
| Quốc gia/vùng lãnh thổ | Thí sinh             | Tuổi | Chiều cao               | T.k.   |
| ---------------------- | -------------------- | ---- | ----------------------- | ------ |
| Anh                    | Phillip Dzwonkiewicz | 36   | 1,82 m (5 ft 11+1⁄2 in) | [ 49 ] |
| Ba Lan                 | Karol Pacyna         | 22   | 1,79 m (5 ft 10+1⁄2 in) | [ 50 ] |
| Bồ Đào Nha             | Pedro Ferreira       | 33   | 1,79 m (5 ft 10+1⁄2 in) |        |
| Bulgaria               | Stefan Dimov         | 21   | 1,84 m (6 ft 1⁄2 in)    |        |
| Đan Mạch               | Niels Jansen         | 44   | 1,79 m (5 ft 10+1⁄2 in) | [ 51 ] |
| Đức                    | Enrique Doleschy     | 30   | 1,82 m (5 ft 11+1⁄2 in) | [ 52 ] |
| Ireland                | Guilherme Souza      | 25   | 1,83 m (6 ft 0 in)      | [ 53 ] |
| Séc & Slovakia         | Lukáš Grečko         | 22   | 1,88 m (6 ft 2 in)      |        |
| Ukraina                | Dominik Svechnikov   | 20   | 1,78 m (5 ft 10 in)     | [ 54 ] |
| Wales                  | Christopher Price    | 26   | 1,94 m (6 ft 4+1⁄2 in)  | [ 55 ] |

#### 2019
Mr Gay Europe 2019 là cuộc thi Mr Gay Europe lần thứ 13 được tổ chức tại Köln, Đức. Có 7 thí sinh dự thi, Alexander Petrov đến từ Bulgaria đăng quang ngôi vị Mr Gay Europe.
Kết quả
| Hạng                   | Thí sinh                      |
| ---------------------- | ----------------------------- |
| Mister Gay Europe 2019 | - Bulgaria — Alexander Petrov |
| Á vương 1              | - Bỉ — Matthias De Roover     |
| Á vương 2              | - Đức — Marcel Danner         |

Các thí sinh
| Quốc gia/vùng lãnh thổ | Thí sinh           | Tuổi | Chiều cao               |
| ---------------------- | ------------------ | ---- | ----------------------- |
| Bỉ                     | Matthias De Roover | 26   | 1,80 m (5 ft 11 in)     |
| Bồ Đào Nha             | Mauro Melim        | 32   | 1,75 m (5 ft 9 in)      |
| Bulgaria               | Alexander Petrov   | 31   | 1,83 m (6 ft 0 in)      |
| Đức                    | Marcel Danner      | 30   | 1,80 m (5 ft 11 in)     |
| Phần Lan               | Konsta Nupponen    | 23   | 1,75 m (5 ft 9 in)      |
| Séc                    | Lukáš Krajčo       | 26   | 1,88 m (6 ft 2 in)      |
| Ý                      | Salvatore Carfora  | 35   | 1,82 m (5 ft 11+1⁄2 in) |

#### 2022
Mr Gay Europe 2022 là cuộc thi Mr Gay Europe lần thứ 14 được tổ chức tại Lâu đài Alnwick, Anh Quốc. Có 7 thí sinh dự thi, Paul Dennison đến từ Anh đăng quang ngôi vị Mr Gay Europe.
Kết quả
| Hạng                   | Thí sinh              |
| ---------------------- | --------------------- |
| Mister Gay Europe 2022 | - Anh — Paul Dennison |
| Á vương 1              | - Ý — Andrea Pelone   |

Các thí sinh
| Quốc gia/vùng lãnh thổ | Thí sinh        | Tuổi | Chiều cao              |
| ---------------------- | --------------- | ---- | ---------------------- |
| Anh                    | Paul Dennison   | 37   | 1,98 m (6 ft 6 in)     |
| Bỉ                     | Joren Houtevels | 22   | 1,86 m (6 ft 1 in)     |
| Đức                    | Max Appenroth   | 36   | 1,71 m (5 ft 7+1⁄2 in) |
| Na Uy                  | Nicolay Berge   | 26   | 1,73 m (5 ft 8 in)     |
| Séc                    | Kevin Drábek    | 49   | 1,75 m (5 ft 9 in)     |
| Ukraina                | Dennis Zahnen   | 40   | 1,80 m (5 ft 11 in)    |
| Ý                      | Andrea Pelone   | 32   | 1,73 m (5 ft 8 in)     |

#### 2023
Mr Gay Europe 2023 là cuộc thi Mr Gay Europe lần thứ 15 được tổ chức tại Lâu đài Alnwick, Anh Quốc. Có 9 thí sinh dự thi, Tim Küsters đến từ Hà Lan đăng quang ngôi vị Mr Gay Europe.
Kết quả
| Hạng                   | Thí sinh                  |
| ---------------------- | ------------------------- |
| Mister Gay Europe 2023 | - Hà Lan — Tim Küsters    |
| Á vương 1              | - Séc — Kevin Drábek      |
| Á vương 2              | - Đại Anh — David Allwood |

Các thí sinh
| Quốc gia/vùng lãnh thổ | Thí sinh         | Tuổi | Chiều cao               |
| ---------------------- | ---------------- | ---- | ----------------------- |
| Bỉ                     | Maarten Truijen  | 34   | 1,82 m (5 ft 11+1⁄2 in) |
| Bulgaria               | Gabriel Stoyanov | 32   | 1,82 m (5 ft 11+1⁄2 in) |
| Đại Anh                | David Allwood    | 35   | 1,81 m (5 ft 11+1⁄2 in) |
| Đức                    | Chris Janik      | 46   | 1,76 m (5 ft 9+1⁄2 in)  |
| Hà Lan                 | Tim Küsters      | 28   | 1,80 m (5 ft 11 in)     |
| Ireland                | Stephan LeHane   | 31   | 1,70 m (5 ft 7 in)      |
| Na Uy                  | Nicolay Berge    | 27   | 1,73 m (5 ft 8 in)      |
| Séc                    | Kevin Drábek     | 50   | 1,75 m (5 ft 9 in)      |
| Tây Ban Nha            | Ruben Carranza   | 35   | 1,71 m (5 ft 7+1⁄2 in)  |

## Mr Gay Europe (YDS Events)

### Người giữ danh hiệu
| Lần thứ | Năm       | Mr Gay Europe                                         | Á vương          | Á vương                    | Nơi tổ chức       | Số thí sinh |
| Lần thứ | Năm       | Mr Gay Europe                                         | 1                | 2                          | Nơi tổ chức       | Số thí sinh |
| ------- | --------- | ----------------------------------------------------- | ---------------- | -------------------------- | ----------------- | ----------- |
| 1–15    | 2005–2023 | Cuộc thi sắc đẹp thống nhất; Xem Mr Gay Europe (MGEO) |                  |                            |                   |             |
| 16      | 2025      | Michael Pereira · Thụy Sĩ                             | Imran Nawaz · Bỉ | Kadeem van de Pol · Hà Lan | Amsterdam, Hà Lan | 12          |
| 17      | 2026      |                                                       |                  |                            |                   |             |

### Các lần tổ chức Mr Gay Europe

#### 2025
Mr Gay Europe 2025 là cuộc thi Mr Gay Europe lần thứ 16 được tổ chức tại MainStage Dam Square Pride Amsterdam, Hà Lan vào ngày 1 tháng 8 năm 2025. Có 12 thí sinh dự thi. Michael Pereira đến từ Thụy Sĩ đăng quang ngôi vị Mr Gay Europe.
Kết quả
| Hạng                   | Thí sinh                     |
| ---------------------- | ---------------------------- |
| Mister Gay Europe 2025 | - Thụy Sĩ – Michael Pereira  |
| Á vương 1              | - Bỉ – Imran Nawaz           |
| Á vương 2              | - Hà Lan – Kadeem van de Pol |

Các giải thưởng
| Giải thưởng                                | Thí sinh                     |
| ------------------------------------------ | ---------------------------- |
| Congeniality Award                         | - Hà Lan – Kadeem van de Pol |
| Best Exam Award                            | - Hà Lan – Kadeem van de Pol |
| Sport Challenge Award                      | - Tây Ban Nha – Edu Morales  |
| Photogenic Award                           | - Thụy Điển – Haris Eloy     |
| Self-Confidence Award (tài trợ bởi VACAYA) | - Hà Lan – Kadeem van de Pol |
| Voting Award                               | - Bỉ – Imran Nawaz           |
| Best Jury Interview Award                  | - Đức – Tobias Fibicher      |

Các thí sinh
| Quốc gia/vùng lãnh thổ | Thí sinh                 | Tuổi | Chiều cao               | T.k.                 |
| ---------------------- | ------------------------ | ---- | ----------------------- | -------------------- |
| Áo                     | Zsolt Baricz             | 28   | 1,82 m (5 ft 11+1⁄2 in) | [ 68 ]               |
| Bỉ                     | Imran Nawaz              | 36   | 1,88 m (6 ft 2 in)      | [ 69 ]               |
| Bồ Đào Nha             | Angelo Amaro             | 34   | 1,81 m (5 ft 11+1⁄2 in) | [ 70 ] [ 71 ]        |
| Đan Mạch               | Archie Quezada           | 22   | 1,76 m (5 ft 9+1⁄2 in)  | [ 72 ]               |
| Đại Anh                | Andrew Gardiner          | 40   | 1,85 m (6 ft 1 in)      | [ 73 ]               |
| Đức                    | Tobias Fibicher          | 31   | 1,80 m (5 ft 11 in)     | [ 74 ]               |
| Hà Lan                 | Kadeem van de Pol        | 28   | 1,78 m (5 ft 10 in)     | [ 75 ]               |
| Malta                  | Francisco Aros Sepulveda | 36   | 1,85 m (6 ft 1 in)      | [ 76 ]               |
| Tây Ban Nha            | Edu Morales              | 24   | 1,92 m (6 ft 3+1⁄2 in)  | [ 77 ] [ 78 ]        |
| Thụy Sĩ                | Michael Pereira          | 31   | 1,85 m (6 ft 1 in)      | [ 79 ] [ 80 ] [ 71 ] |
| Thụy Điển              | Haris Eloy               | 33   | 1,84 m (6 ft 1⁄2 in)    | [ 81 ]               |
| Ý                      | Alessandro Scalisi       | 32   | 1,75 m (5 ft 9 in)      | [ 82 ]               |